# Municipalità locale di Dr J.S. Moroka
Dr J.S. Moroka è una municipalità locale (in inglese Dr J.S. Moroka Local Municipality) appartenente alla municipalità distrettuale di Nkangala della provincia di Mpumalanga in Sudafrica. 
In base al censimento del 2001 la sua popolazione è di 243 313 abitanti.
Il suo territorio si estende su una superficie di 1.416 km² ed è suddiviso in 30 circoscrizioni elettorali (wards). Il suo codice di distretto è MP316.

## Geografia fisica

### Confini
La municipalità locale di Dr J.S. Moroka confina a nord e a ovest con quella di Bela Bela (Waterberg/Limpopo), a nord con quella di Mookgopong (Waterberg/Limpopo), a est con quelle di Ephraim Mogale e Elias Motsoaledi (Sekhukhune/Limpopo), a sud con quella di Thembisile e a ovest con quella di Nokeng tsa Taemane (Metsweding/Gauteng).

### Città e comuni
- Dr JS Moroka
- Kameelpoort
- Mbibana
- Mdala Nature Reserve
- Mdutjana
- Moretele
- Moutse 2
- Siyabuswa
- Toitskraal
- Vaalbank

### Fiumi
- Elands
- Gotwane
- Kameel

### Dighe
- Rhenosterkop Dam